# オーバーシーズ鉄道
オーバーシーズ鉄道（オーバーシーズてつどう、Overseas Railroad）またはキーウェスト延長線（Key West Extension）は、かつてアメリカ合衆国フロリダ州のフロリダキーズを通っていた鉄道である。フロリダ東海岸鉄道（FEC）をフロリダキーズの先端のキーウェストまで延伸したもので、延長は206キロメートルだった。
1905年に建設が開始され、1912年から1935年まで運行されていたが、1935年のレイバーデーのハリケーンにより一部が破壊されて運行を停止し、その後復旧されることなく廃止された。敷地や橋の一部はオーバーシーズ・ハイウェイに流用された。

## ヘンリー・フラグラーとフロリダ東海岸鉄道
ヘンリー・フラグラー（1830年 - 1913年）は、アメリカの金ぴか時代におけるロックフェラー・アンドリュース・アンド・フラグラー（スタンダード・オイルの前身）の社長である。1870年代後半、フラグラーは、最初の妻が病弱だったことから、温暖なフロリダに関心を持っていた。1881年に最初の妻と死別した後、フラグラーはフロリダ東海岸にリゾートホテルや鉄道を建設した。
フロリダ東海岸の開発はセントオーガスティンから始まり、徐々に南下していった。フラグラーはオーモンドビーチ、デイトナビーチ、パームビーチを開発し、「マイアミの父」として知られる。
フラグラーが敷設した鉄道網はフロリダ東海岸鉄道（FEC）と呼ばれるようになった。1904年までにFECはフロリダ半島本土の最南部のホームステッドまで到達した。

## 建設

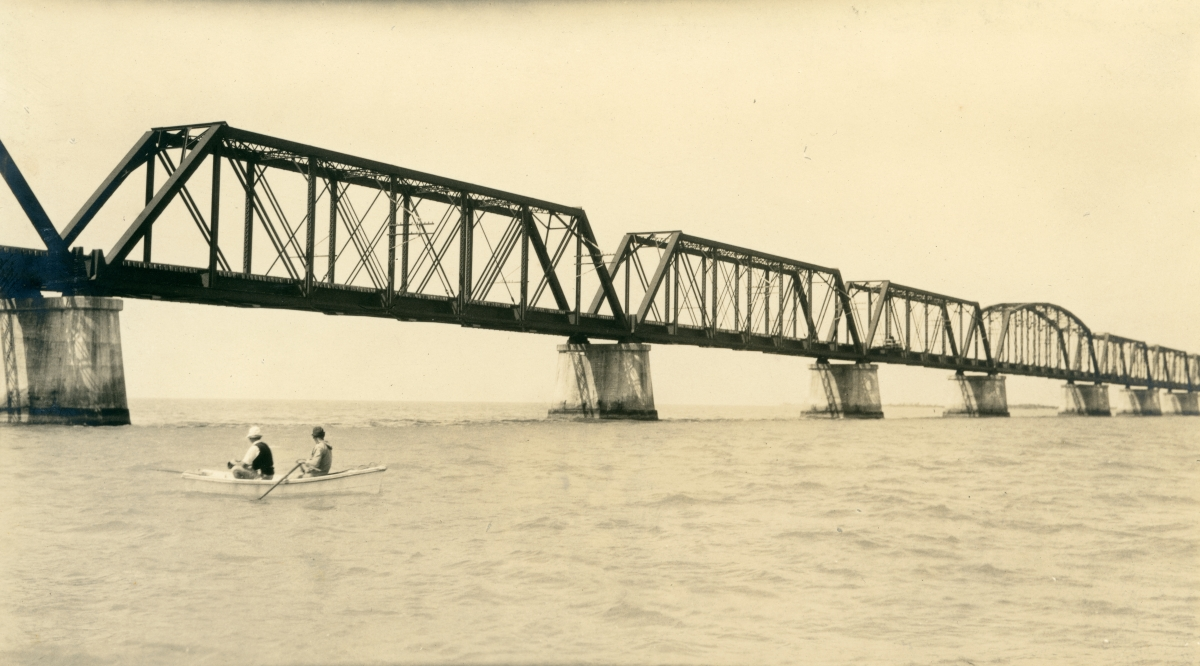
バイーア・ホンダ鉄道橋

1905年にアメリカ政府がパナマ運河の建設を発表すると、フラグラーはフロリダ半島の先のキーウェストと本土を鉄道で結ぶことを考えた。キーウェストはアメリカの中でパナマ運河に最も近い水深の深い港であり、キーウェストと本土を結ぶことで、キューバやラテンアメリカ、さらにはアメリカ西海岸との航路に接続できるようになる。
この鉄道の建設には莫大な資金と労働力、そして多くの技術革新が必要だった。当初、この鉄道は「フラグラーの愚行」(Flagler's Folly)と言われていた。鉄道の建設が決定すると、フラグラーは鉄道技師のウィリアム・J・クローム(William J. Krome)を現地に派遣し、ルートの候補を調査させた。当初有力視されていたルートは、ホームステッドから南西にエバーグレーズを通ってフロリダ半島南西端のセーブル岬に至り、そこからビッグパインキーまで約40キロメートルの海上橋で渡り、キーウェストまで続くというものだった。しかしクロームは、このような長大橋は現実的ではなく、キーラーゴ島からフロリダキーズの島に沿ったルートの方が良いと判断した。その後クロームは、カードポイント島やジューフィッシュ・クリークを越えるルートなど、キーラーゴ島へ渡るルートをいくつか調査し、ジューフィッシュ・クリークを通るルートを選択した。
建設には最大で4千人の労働者が動員された。7年間の建設期間中に、1906年、1909年、1910年と3度のハリケーンに襲われた。総工費は5千万ドル以上だった。
終点となるキーウェストのトランボ・ポイントには1912年に到達した。フラグラーが保有する私有客車が一番列車として乗り込み、フラグラーはフロリダ東海岸鉄道の全通を高らかに宣言した。キーウェストは世界の七不思議に続く「世界八番目の不思議」として広く知られるようになった。

## 運用

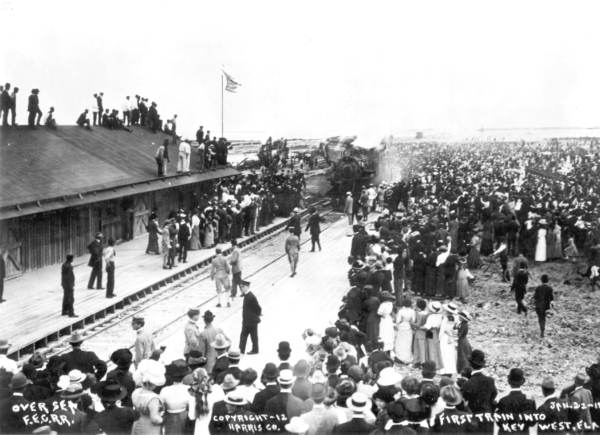
キーウェストに到着するフロリダ・イースト・コースト鉄道の一番列車

キーウェスト経由のパナマ運河貨物輸送が実現しなかったため、オーバーシーズ鉄道の貨物輸送は期待外れとなった。オーバーシーズ鉄道で輸送された貨物は、キーウェストで使用される石炭、果物、建設資材などだった。また、フロリダ半島本土からタンク車で飲料水が運ばれた。
世界恐慌まで、旅客列車は地域内輸送と長距離列車とがあった。1929年時点では、最高級列車のハバナ・スペシャル号が、ニューヨーク～キーウェスト間で日曜を除く毎日、客車と寝台車を連結して通年運行されていた。ハバナ・スペシャル号はキーウェストでキューバ行きのフェリーと接続していた。橋の上では時速15マイル（時速24キロメートル）に制限されていたため、キーウェストからマイアミまで4時間半かかった。北行きのハバナ・スペシャル号は、午後6時にキーウェストを出発し、マイアミには午後10時45分に到着した。オーバーシー号はマイアミを午前11時5分に出発しキーウェストに午後4時35分に到着した。冬季にはオーバーシー号に展望車が連結された。この列車は、フロリダキーズにある様々な釣り場を訪れるバケーション客に人気があった。

## 終焉
1935年のレイバーデーのハリケーンによりオーバーシーズ鉄道の大部分が壊滅的な被害を受けた。これはスケール5の強烈なハリケーンで、今日では「世紀の嵐」(The Storm of the Century)と呼ばれている。このハリケーンでは400人以上が死亡し、ロングキー周辺は壊滅した。蒸気機関車447号を除くFECの救援列車はアイラモラダで高潮により横転した。40マイル（64キロメートル）以上の線路がハリケーンで流され、そのうちの2マイルは本土のセーブル岬に漂着した。
FECは世界恐慌により既に破産しており、オーバーシーズ鉄道の復旧は不可能だった。路盤と鉄道橋はフロリダ州に売却された。フロリダ州はこの敷地と鉄道橋を使って、オーバーシーズ・ハイウェイを建設した。その後、1980年代に新しい橋が架けられた。オーバーシーズ・ハイウェイは国道1号線の一部を構成し、今でもキーウェストへの唯一の陸上交通路である。
オーバーシーズ鉄道として建設された鉄道橋の多くは、フロリダ・キーズ・オーバーシーズ・ヘリテージ・トレイルとして、釣り用の桟橋や歩行者道として使用されている。
1979年、「オーバーシーズ・ハイウェイとオーバーシーズ鉄道の諸橋」(Overseas Highway and Railway Bridges)として国家歴史登録財に登録された。

## ギャラリー

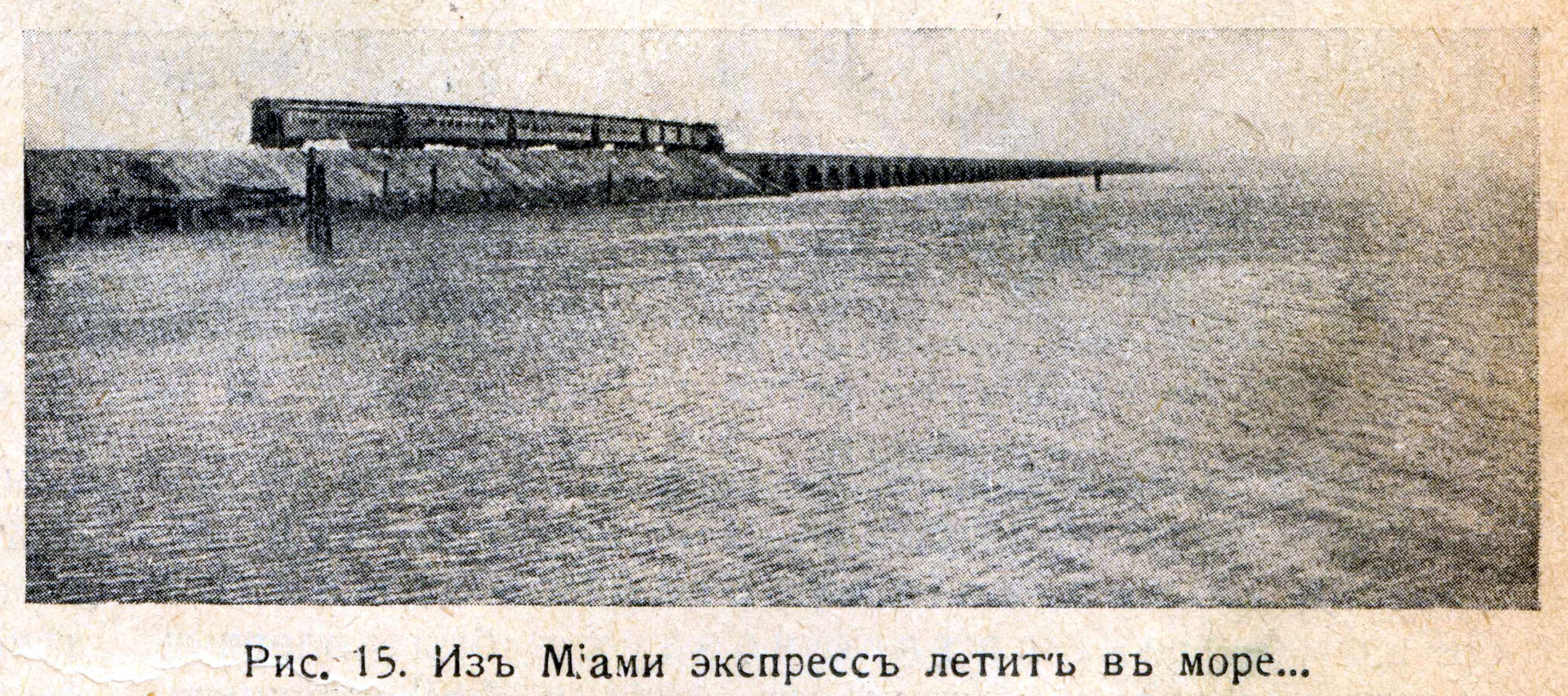
フロリダ東海岸鉄道の列車（1912年）
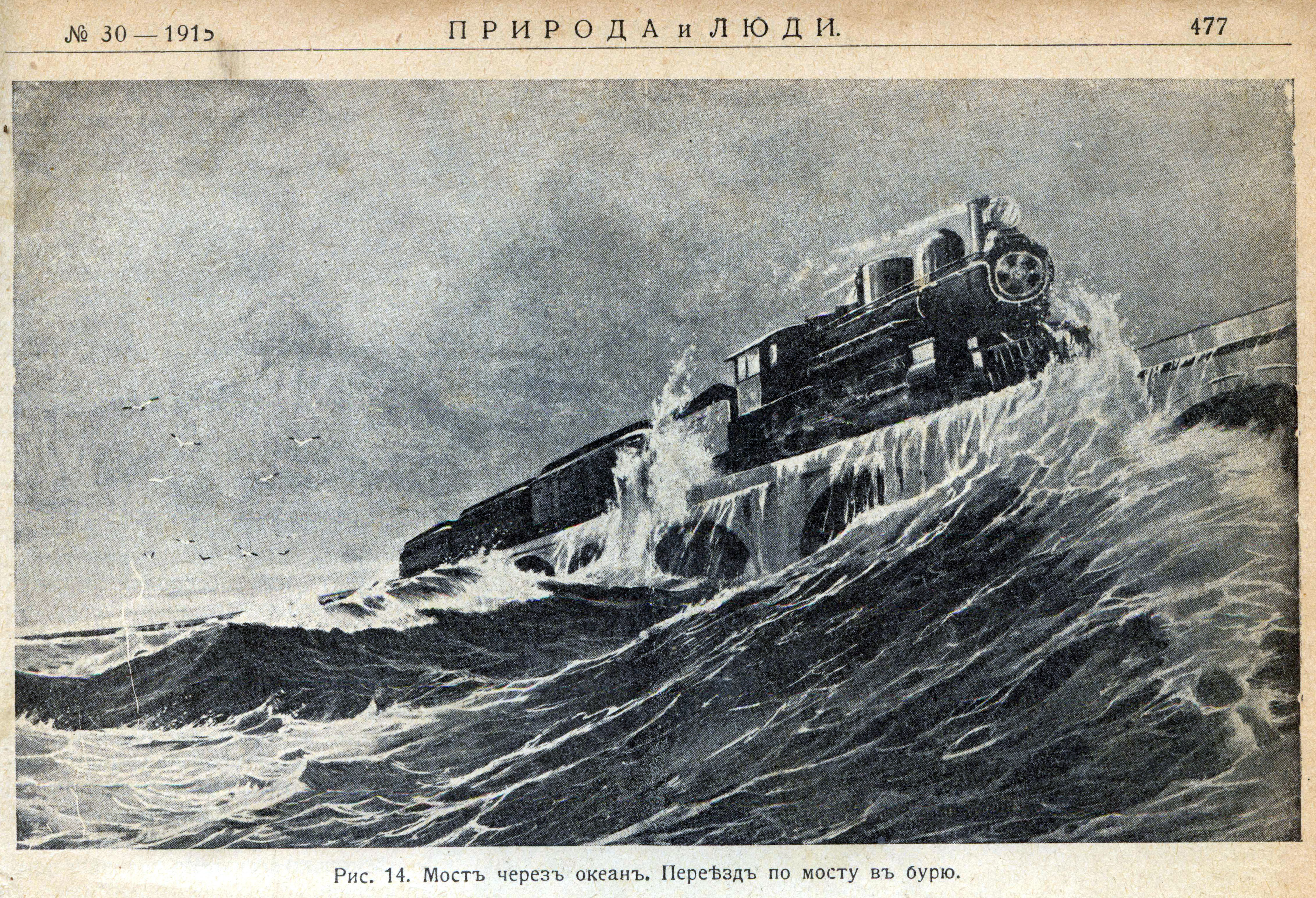
嵐の中を走るフロリダ東海岸鉄道の列車（1912年）
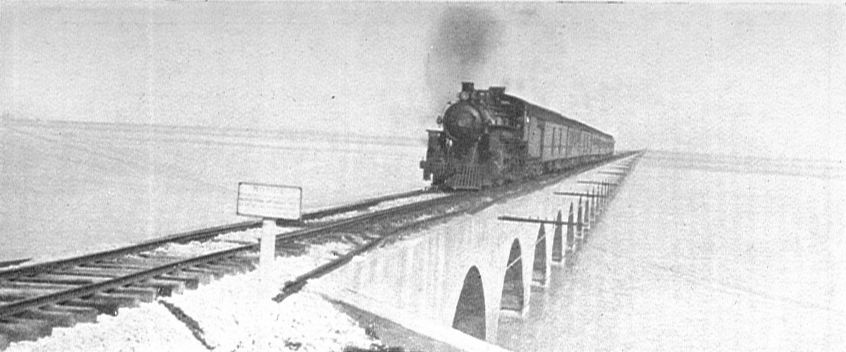
フロリダ東海岸鉄道の列車（1928年）
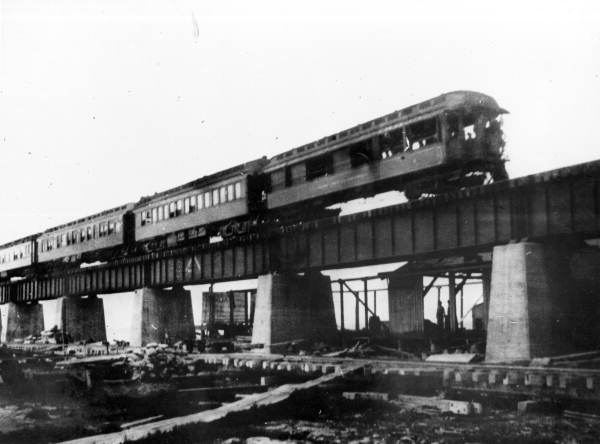
オーバーシーズ鉄道でキーウェストから戻るヘンリー・フラグラーの私有客車「ランブラー」を連結した列車
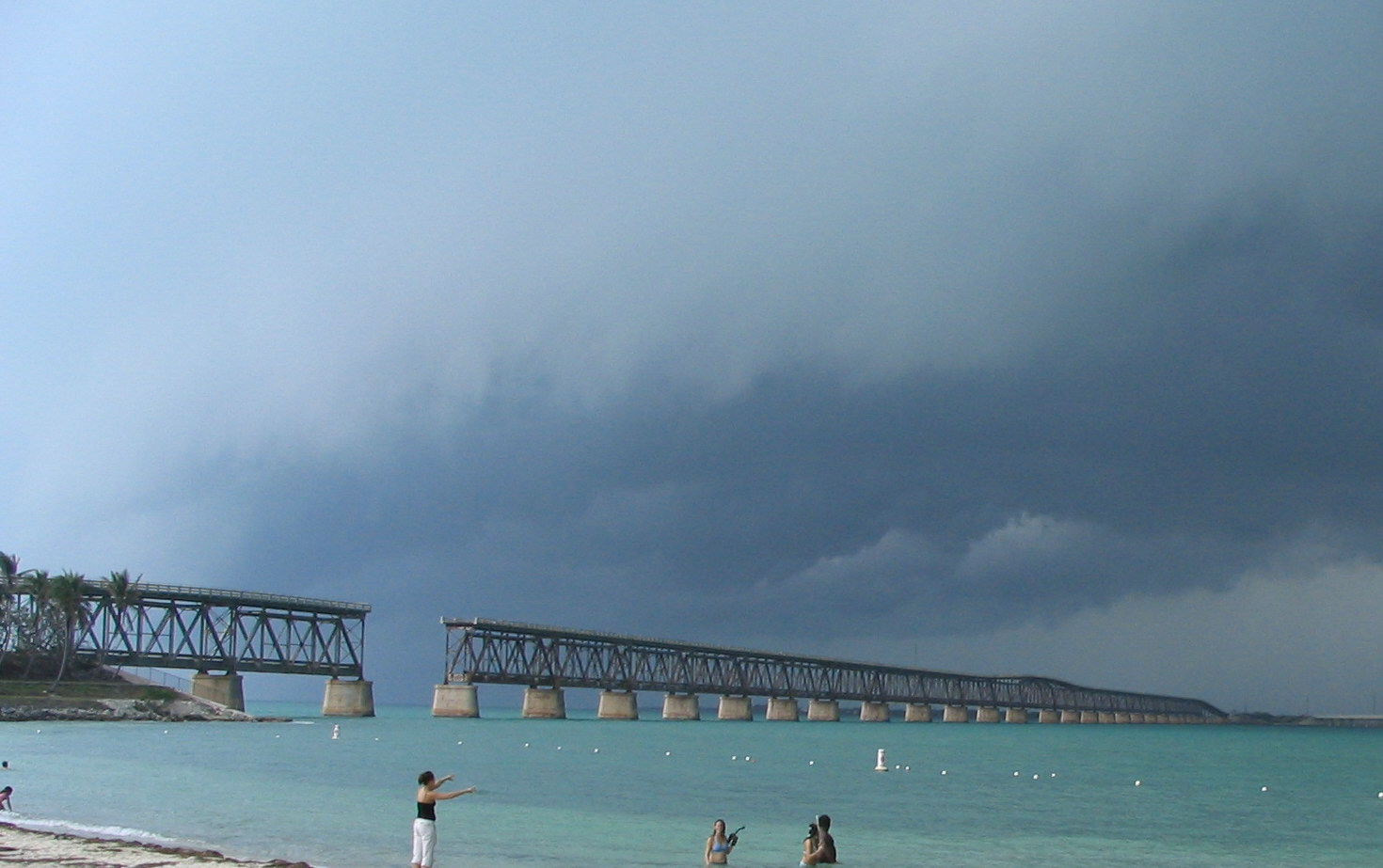
バイーア・ホンダ鉄道橋（英語版）（2006年）。歩行者が通れないように橋が一部切断されている。
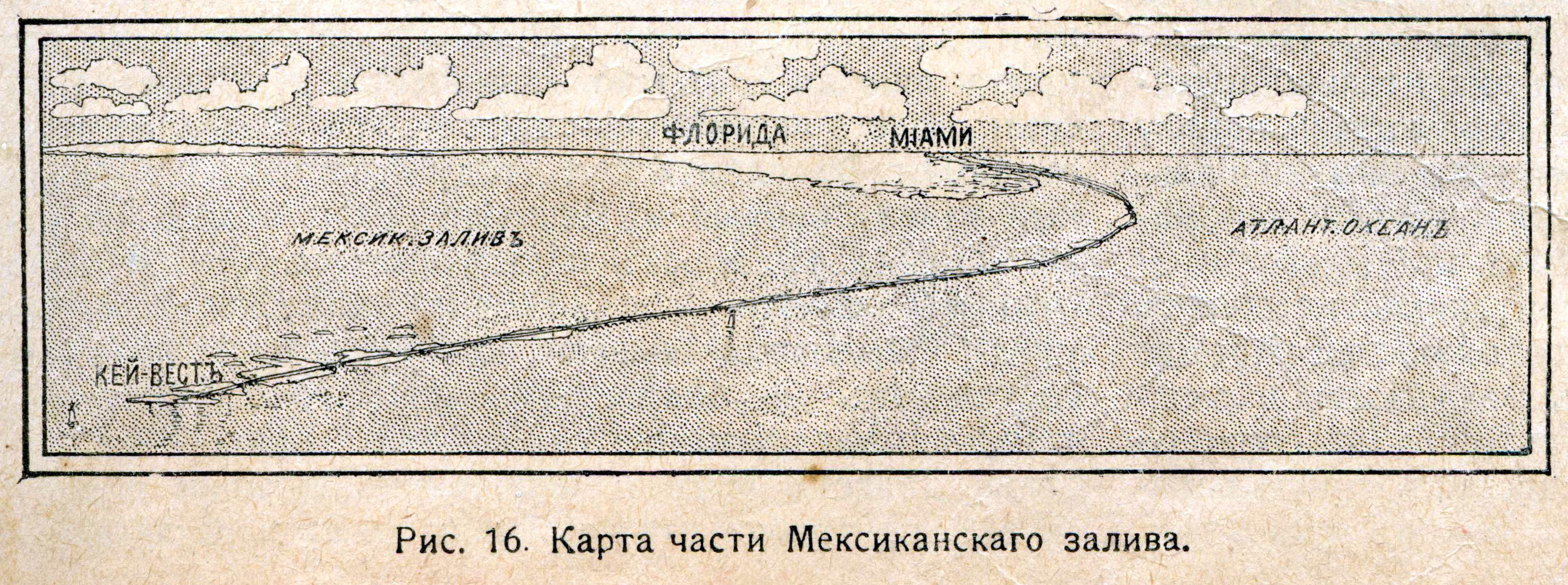
オーバーシーズ鉄道の鳥瞰地図（1915年）
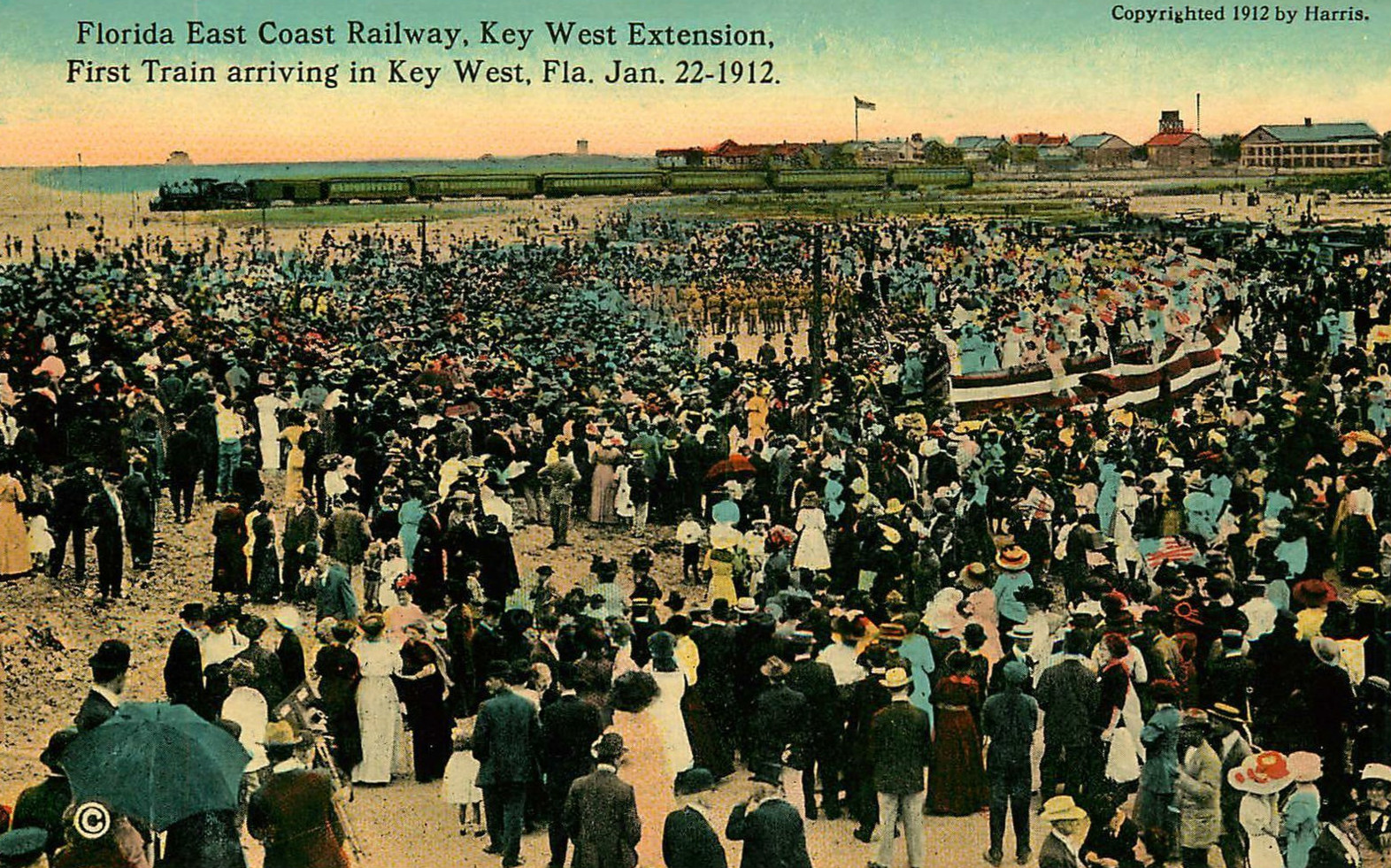
1912年1月22日、キーウェストに到着した一番列車